# David A. Boehm
David Alfred Boehm (6 février 1914 – 6 février 2000) est un éditeur américain fondateur Sterling Publishing et popularisé le Guinness World Records aux États-Unis.

## Biographie
Boehm, né à Manhattan, a fréquenté la George Washington High School et est diplômé de Columbia University en 1934, où il a étudié la sociologie et a été rédacteur en chef du Columbia Daily Spectator (en).
Après ses études, Boehm a travaillé pour plusieurs maisons d’édition, dont McGraw-Hill Book Company et Cupples & Leon. En 1949, Boehm a fondé Sterling Publishing dans une cabine téléphonique de l’Hotel Pennsylvania. Ses premiers livres étaient une série de guides pratiques sur des sujets tels que la philatélie et la numismatique.
En 1956, après avoir découvert 30 000 exemplaires de The Guinness Book of Superlatives dans un entrepôt de Boston, Boehm s’est précipité pour obtenir les droits de publication du magazine aux États-Unis auprès de Arthur Guinness Son & Co. en échange d’un pourcentage des ventes. Il l’a également renommé The Guinness Book of World Records et y a ajouté des records de baseball pour plaire au public américain.
En 1961, Boehm a obtenu les droits de publier une version américaine distincte du Guinness World Records, avec des ventes atteignant deux à trois millions d’exemplaires par an durant les années 1970. Boehm a commencé à concéder des licences pour des produits dérivés dans les années 1980, alors que la série gagnait en popularité, ce qui a conduit à une série de batailles juridiques qui ont abouti au rachat de la licence par Guinness pour 8 millions de dollars en 1989.
Il a fait des apparitions régulières dans le jeu télévisé The Guinness Game en tant que juge des tentatives en direct de battre des records du monde.
Boehm a pris sa retraite de l’éditeur en 1980 et est décédé chez lui le 6 février 2000 à New York City.